# Pujllay (danza)
El Pujllay es una danza ritual boliviana de la cultura Yampara originaria de la región de Tarabuco, ubicada en el departamento de Chuquisaca.
Más adelante se sumó como motivo de esta festividad la victoria de los Yamparáez sobre los españoles el 12 de marzo de 1816 en la batalla de Jumbate.
Cada año, el segundo domingo de marzo, las comunidades de Yamparáez festejan un fausto acontecimiento guerrero sucedido el 12 de marzo de 1816, donde se conmemora el enfrentamiento valiente y victorioso que hicieron los indígenas, durante el proceso de independencia del dominio español, durante años, en conmemoración a los muertos en combate.

## Patrimonio cultural
En el año 2014 la danza Pujllay conjuntamente con la danza Ayarichi fueron declarados Patrimonio cultural inmaterial de la humanidad por la UNESCO.

## Origen
La danza pujllay tiene su origen en las comunidades y pueblos de la cultura Yampara, místicamente fusionada con los legados de la historia, que muestran la combinación de lo indígena y colonial.

## Significado
La danza del pujllay tiene un gran significado ritual para el pueblo Yampara. Esta danza esta estrechamente vinculado con la época de lluvias, la abundancia y la armonía en agradecimiento a las deidades y antepasados difuntos por una cosecha próspera. Para tal efecto las comunidades Yampara construyen una especie de altar llamado pucara con dos firmes pivotes entrelazados por una red de vegetación verduzca, diversos productos agrícolas de la canasta familiar y toda clase de bebidas. La pucara es una ofrenda a las divinidades y antepasados, rememorando principalmente a los difuntos de la Batalla de Jumbate del año 1816. De esa manera una vez construida la pucara proceden a bailar enérgicamente alrededor de ella ataviados con vestimentas coloridas.

## Festividades

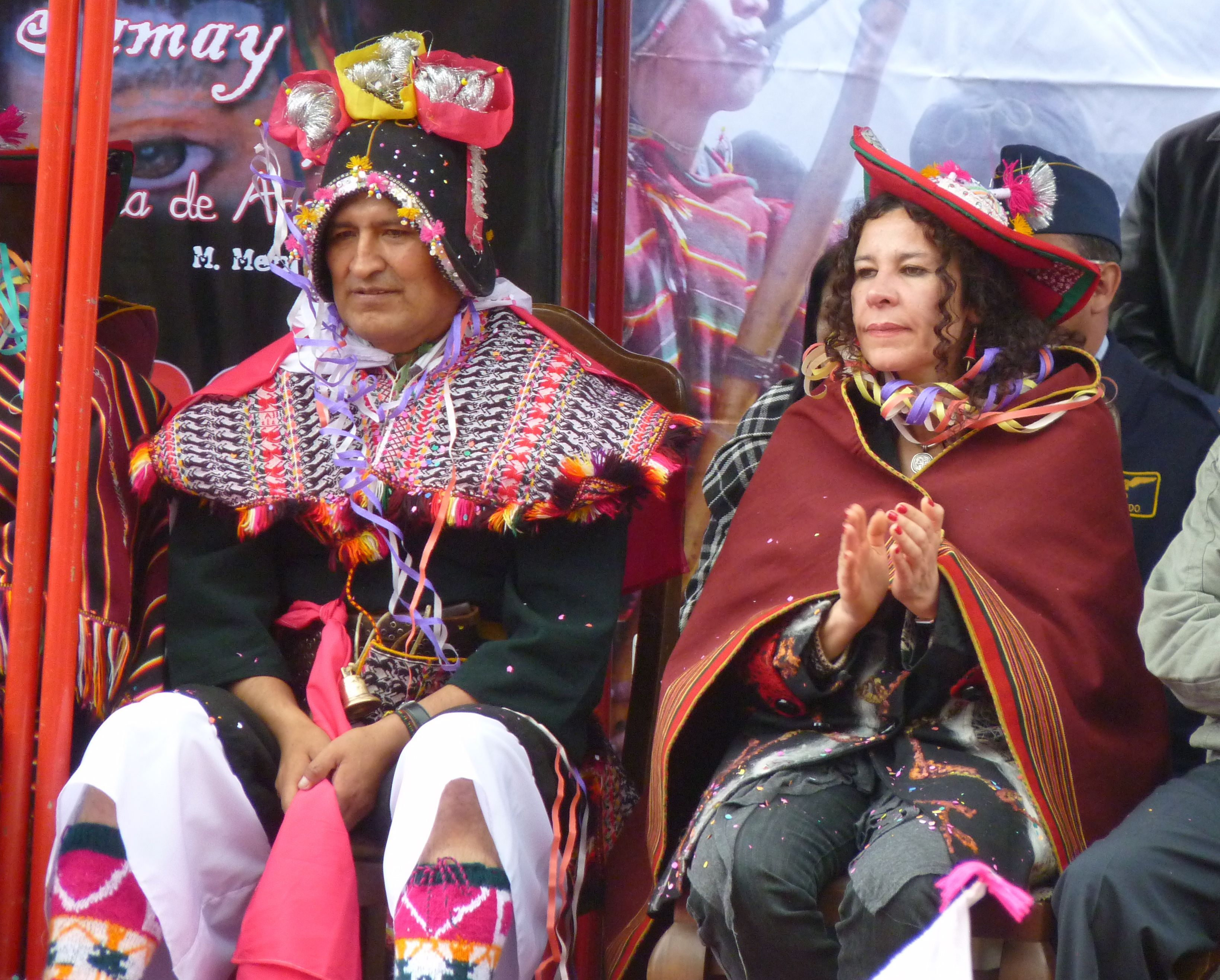
Evo Morales participando en la Festividad de Tarabuco en el año 2011.

El pujllay se la puede apreciar principalmente en la Festividad de Tarabuco el segundo domingo de marzo de cada año, el Carnaval de Oruro y la Entrada del Gran Poder

## Descripción
Los músicos que acompañan al Pujllay tocan diversas flautas tipo pinquillo. La mayor de estas flautas se llama toqoro (o tokhoro, por el nombre de la caña gruesa de la que se corta esta flauta), pero su nombre más común es senqatanqana, o Senka Tenkana, cuyo nombre proviene del quechua sinqa (nariz o fosa nasal) y tanqana (aquello que crece) por lo tanto literalmente: “la nariz que crece”. Pertenece a la familia de las flautas de pinquillo andinas, pero se acerca al moceño, porque al igual que esta es una flauta dulce con conducto externo, nomenclaturada como esta 421.211.12 en el sistema Hornbostel-Sachs. Otras flautas andinas acompañan al Pujllay: el pinquillo grande propiamente dicho, ya mencionado, y el moceño recto llamado cherque. Estas flautas van acompañadas de una especie de cuerno de gran tamaño que lleva el nombre de wajra.

## Vestimenta
Las mujeres visten p´acha montera (sombrero con dos puntas y mucha decoración), aymilla (vestido), aqsu (falda tejida con adornos de animales y eventos de la vida cotidiana), lliklla (aguayo sostenido por un prendedor de plata). Los hombres usan montera (hecha de cuero negro), kunkaunku (pequeño poncho), aymilla (camisa), sinchu (cinturón ancho de cuero curtido de donde cuelgan campanillas que dan ritmo a la música), calzuna (pantalón negro con volantes blancos), sunri (polainas) y las llamativas ujutas (sandalias de suela muy alta con espuelas).